# خرم‌آباد (قائنات)
خرم‌آباد روستایی در دهستان مهیار بخش مرکزی شهرستان قائنات استان خراسان جنوبی ایران است.